# Азіати
Азіа́ти (чол. азіа́т, жін. азіа́тка), азійці[джерело?] — збірна назва для позначення корінного населення Азії, а також вихідців з азійського континенту, незалежно від расової, релігійної, національної чи мовної приналежності. Вживання терміна варіюється залежно від країни[джерело?]. В ряді країн Нового Світу (Бразилія, США) термін азійці стандартним позначенням вихідців з Азії під час перепису населення. В Австралії для аналізу перепису населення використовують трохи складнішу систему, в якій Азія поділяється на чотири регіони — центральна та південна; південно-східна; північно-східна; та Близький Схід (включаючи північну Африку). В країнах пострадянського простору та Європі в таких випадках зазвичай використовують конкретну національність (киргизи, китайці, індійці тощо).

## Етимологія
Походить від назви частини світу — Азія (дав.-гр. Ἀσία).
Словник Б. Грінченка фіксує такі варіанти заст. азия́т/азія́т, азия́тка/азія́тка.

## Семантичні варіації
У Росії азіатами зазвичай позначають всіх неєвропейських/небілих жителів азійського континенту (тобто росіяни, що проживають в Сибіру до означення азійців не включаються). В тлумачних словниках ще з часів Російської імперії слово «азіати» вживається й у переносному сенсі для позначення відсталих, неосвічених людей. Разом з тим використовуються ще принизливіші слова й вирази. При проведенні перепису населення в Росії, однак, підкреслюється національна приналежність вихідців з азійського континенту, оскільки відмінності між регіонами та навіть географічно близькими народами в Азії дуже суттєві. Інший підхід до класифікації азіатів переважає в західній півкулі та Австралії. Через незнання особливостей азійської етнографії, азіати в цих країнах деякими людьми сприймаються як єдина раса без належної уваги до мовних та національних відмінностей. При цьому в Бразилії та США азіатами вважаються зазвичай лише вихідці зі Східної та Південно-східної Азії (тобто японці, корейці, китайці та ін.) з явно вираженою приналежністю до монголоїдної раси. Генетично європеоїди з Азії араби, турки, євреї, іранці, вірмени в США відносилися до білих, а більш темношкірі індійці та малайці при переписі населення взагалі позначаються як «інші». В ПАР під час апартеїду японці відносили до білих, а азіатами вважалися лише індійці. Аналогічно, у Великій Британії азіатами називають вихідців із Південно-Східної Азії, здебільшого індійців, пакистанців та афганців.[джерело?]

## Історія
За межами місць свого традиційного проживання азійці вперше опинилися задовго до епохи великих географічних відкриттів. Так, Америка та острови Тихого Океану були заселені вихідцями з Азії за кілька тисяч років до Колумба. На узбережжі північної Африки ще до нашої ери було немало фінікійських колоній (зокрема Карфаген). У Середньовіччя араби розселилися в північній та східній Африці. Предки європейців потрапили до Європи не безпосередньо з Африки, а через Азію, тому всі європейці є потомками азійців. Голландці привезли малайських рабів до Капської колонії в Африці (так звані капські малайці). Пізніше, після скасування рабства в XIX сторіччі англійці та іспанці наймали до своїх американських колоній батраків-кулі.
375 року гуни, центральноазійський кочовий народ, розгромили імперію остготів під керівництвом Германаріха. До кінця 4-го сторіччя гуни досягли кордонів Візантійської імперії. Просування гунів на захід вглиб європейського континенту викликало масштабну міграцію європейських народів, відому як Велике переселення народів. Разом з германськими племенами (до відомих германських правителів того часу, що брали участь у завоюванні та зруйнуванні Римської імперії можна віднести Аларіха) гуни брали участь у походах проти Римської імперії. Гуни принесли до Європи такий революційний винахід, як міцно фіксоване на коні сідло зі стременами, що дозволяло їм використовувати обидві руки під час бою та направляти свого коня ногами. Хоча римські вершники і використовували легкі сідла, стремена були абсолютно новим для Європи винаходом.
1237 року монголи почали європейську кампанію, яка була перервана 1241 року в передмістях Відня у зв'язку зі смертю Угедея (Західний похід).
З ростом мобільності азійського населення з початку XX ст. хвилі економічної та політичної міграції вихідців з азійського континенту призвели до росту азійського населення в розвинутих країнах.[джерело?]

## Географічне поширення
За даними офіційних держкомстатів відповідних країн:
- Аргентина 0,5% (200 тис.)
- Бразилія 0,9 млн або 0,7 % населення
- США 5,1% населення (15,2 млн), у том числі 
  - штат Гаваї 57% населення
  - штат Каліфорнія 12,3% населення
- Канада 11,2% населення (3,5 млн)
- Нова Зеландія 9,2% населення за переписом 2006 року, у порівнянні з 6,6% за переписом 2001 року.
- ПАР 2,5% (1,2 млн)
- Австралія 6,7% населення (1,6 млн)

У більшості країн неодвічного проживання азійців більшою чи меншою мірою концентруються в напівізольованих міських гето. Так виникли чайнатауни, розвиток яких пояснювався довгий час інтенсивною дискримінацією, особливо в США XIX-ХХ ст., хоч вона і не була такою жорстокою як щодо негрів чи латиноамериканців. Тоді «плодовиті» азійці сприймались як «жовта небезпека».[джерело?]